# Caibada
Caibada (Caibada Uaimua) ist ein osttimoresischer Suco im Verwaltungsamt Baucau (Gemeinde Baucau).

## Geographie

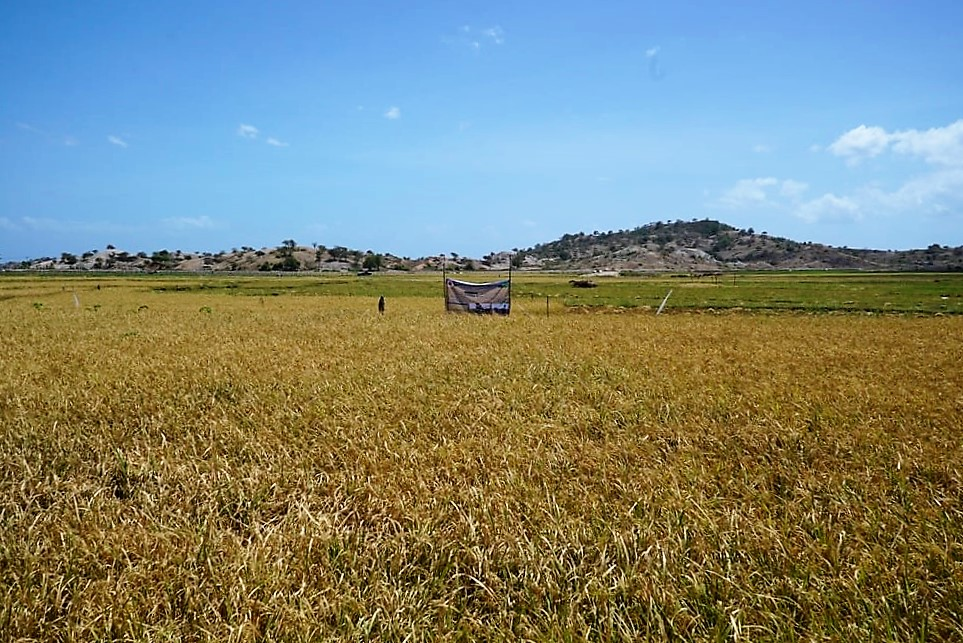
Reisfeld in Caibada
(September 2021)

Caibada liegt im Norden des Verwaltungsamts Baucau, an der Küste der Straße von Wetar. Im Westen grenzt Caibada an den Suco Tirilolo und im Osten und Süden an den Suco Bahu. Caibada teilt sich in die drei  Aldeias Ana-Uaro (Ana Uaro, Anawaro, Ana Waru), Haurobu und Uani-Uma. Die drei Exklaven im Osten wurden am 1. Oktober 2023 als neuer Suco Caibada Makasa’e abgetrennt. Davor hatten die beiden Sucos gemeinsam eine Fläche von 10,10 km².
Die Siedlungen Ana-Uaro, Haurobu und Uani-Uma liegen alle im Süden des Sucos. Die Grundschule Caibada Uaimua befindet sich in Ana-Uaro.

## Einwohner
2022 lebten in Caibada 3.233 Menschen (2022), davon waren 1.604 Männer und 1.629 Frauen. Im Suco gab es 552 Haushalte. Etwa 50 % der Einwohner nannten Makasae als ihre Muttersprache. Jeweils etwa 25 % sprachen Tetum Prasa und den „Küstendialekt“ des Waimaha, das zu den Kawaimina-Sprachen gehört. Beide Sprachen sind als Nationalsprachen Osttimors anerkannt. Junge Leute nehmen aber immer mehr die Amtssprache Tetum als ihre Erstsprache an.
2015 lebten in den nun zu Caibada gehörenden Aldeias 1234 Einwohner.

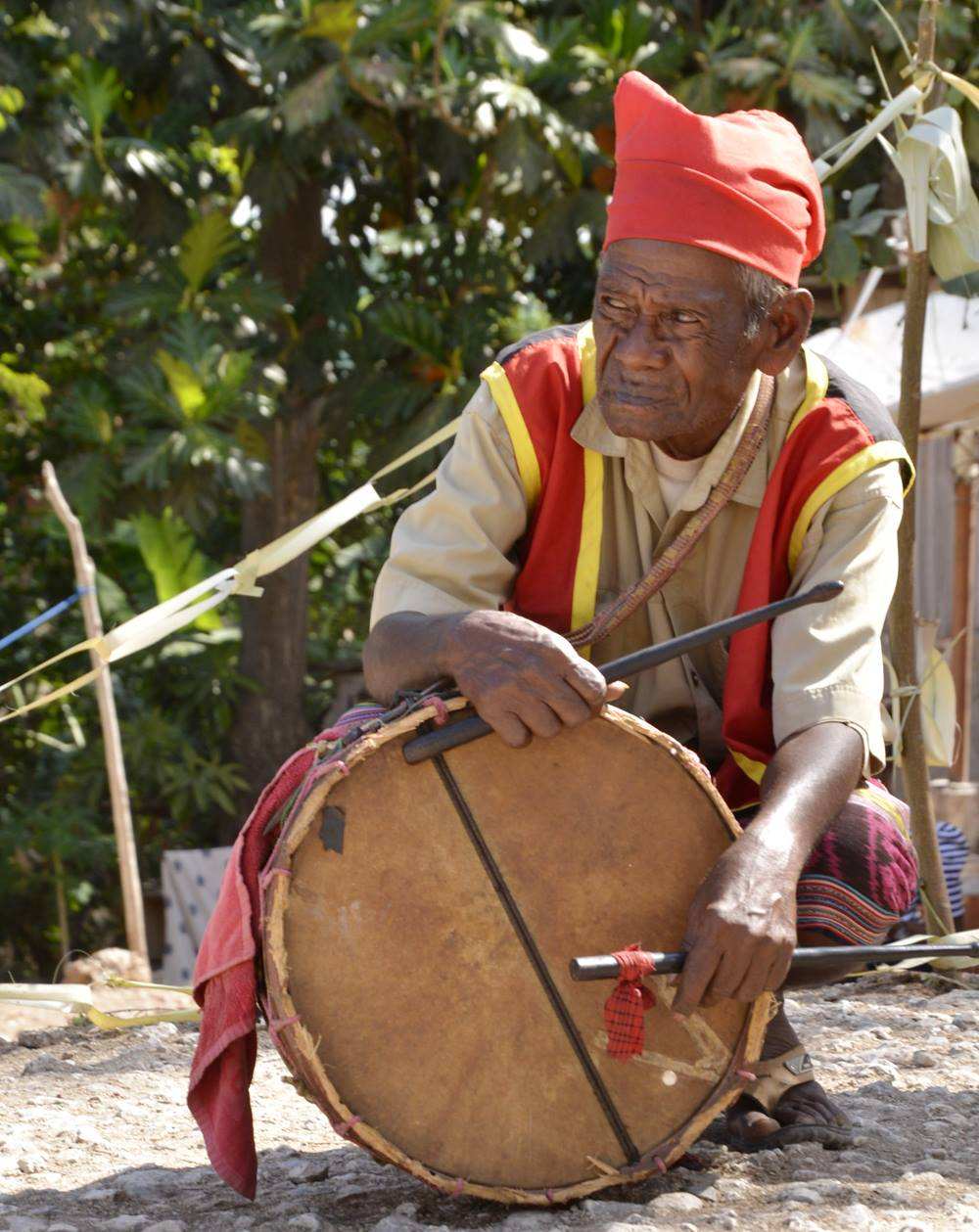
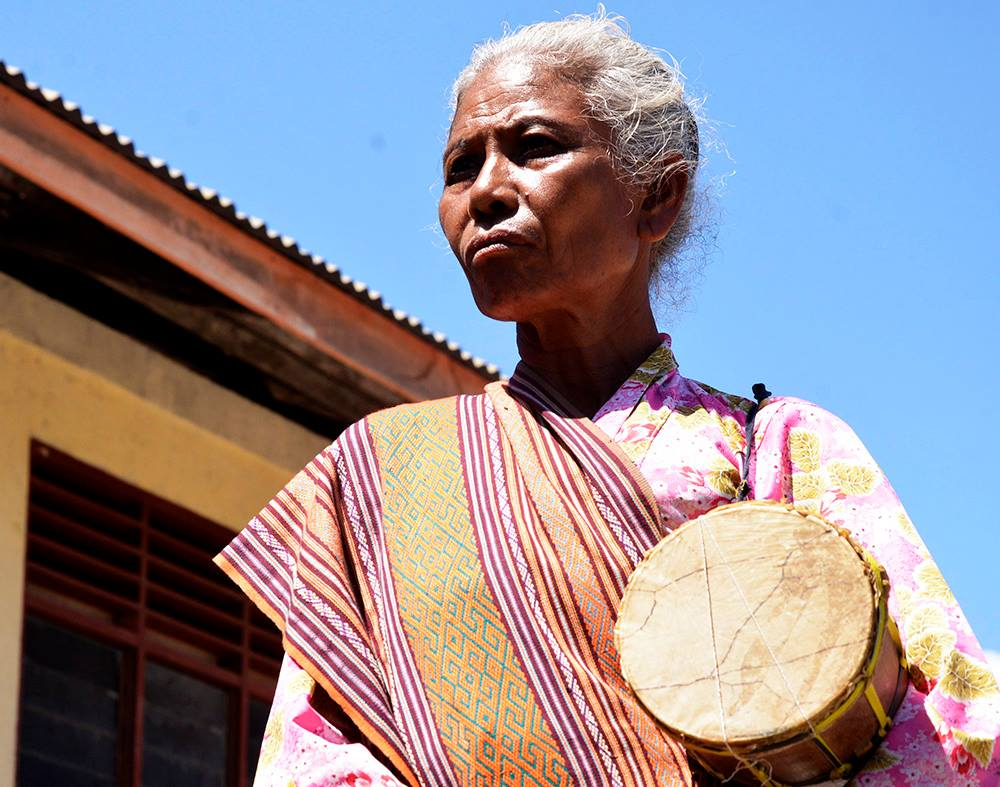
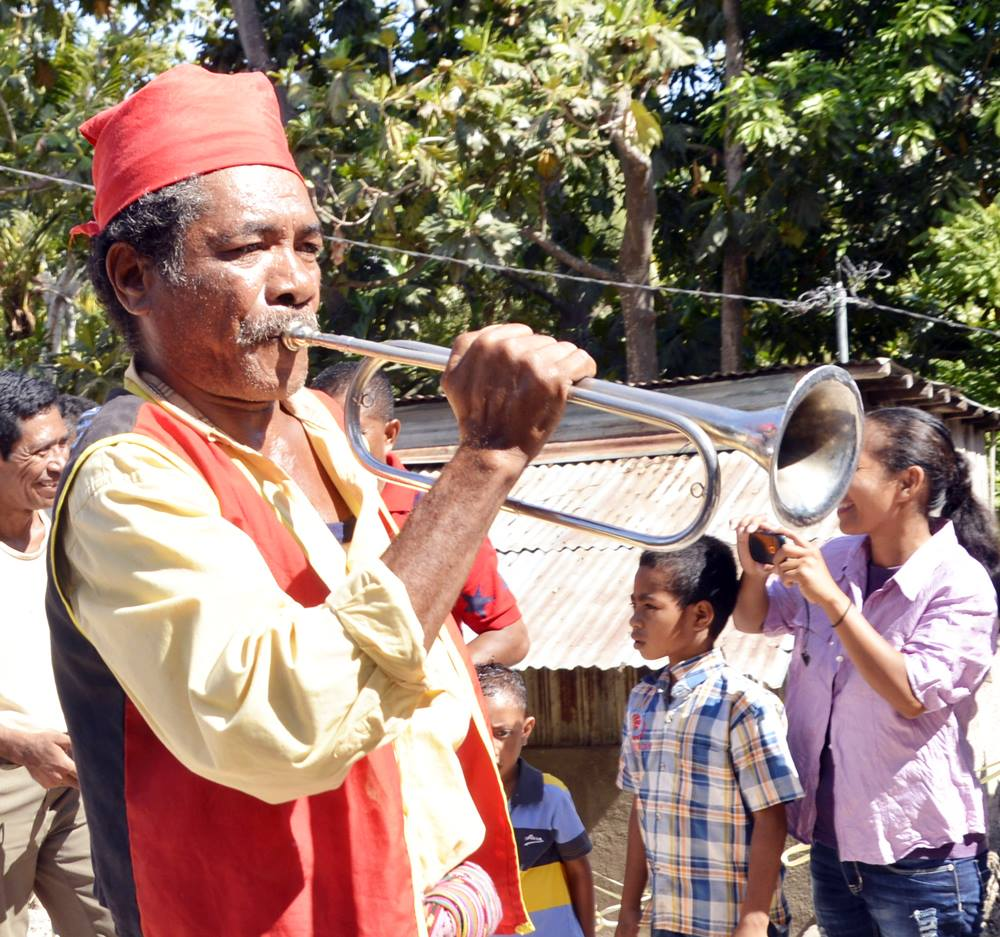
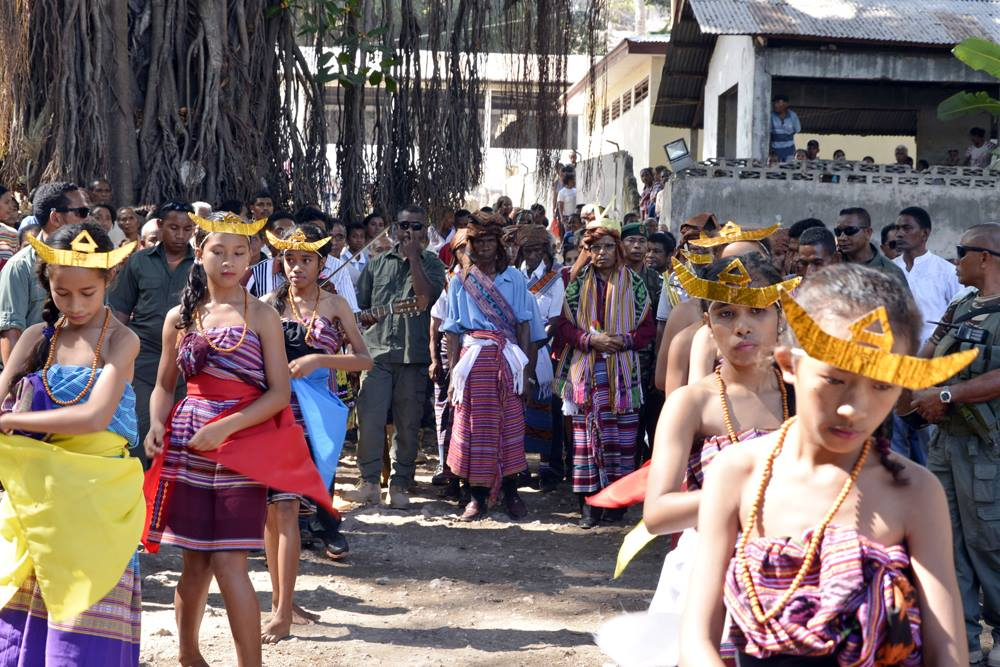
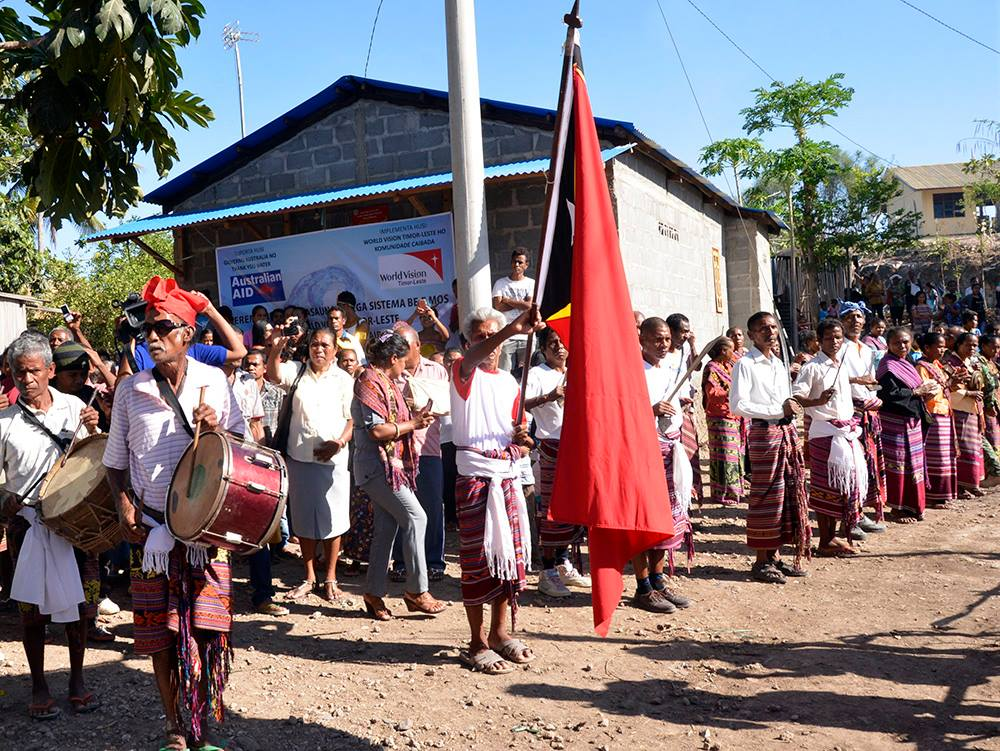

## Politik

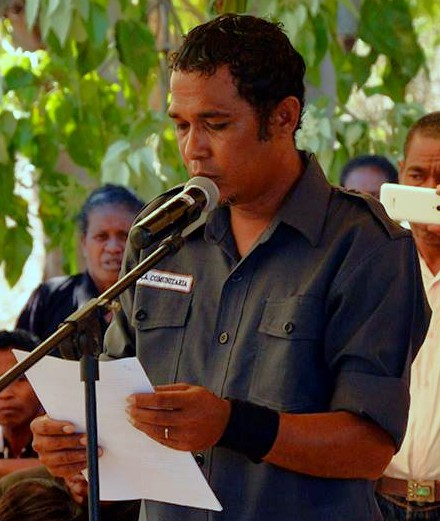
José António da Costa (2015)

Bei den Wahlen von 2004/2005 wurde Geraldo da Costa zum Chefe de Suco gewählt. Bei den Wahlen 2009 gewann José António da Costa, 2016 José F. A. Soares Long und 2023 Cosme da Costa Lopes.
2023 wurden zum Chefe de Aldeias gewählt: Candido Manuel da Costa (Ana-Uaro), Miguel Lucio da Costa (Haurobu) und Aurio da Costa Freitas (Uani-Uma).